# 疏序荩草
疏序荩草（学名：Arthraxon xinanensis var. laxiflorus）为禾本科荩草属下的一个变种。